# 佐藤悠輔 (音楽家)
佐藤 悠輔（さとう ゆうすけ、1977年1月17日 - ）は、日本の作曲家・編曲家。血液型A型。

## 作品

### TVドラマ
- のぞき屋（2007年、テレビ東京）
- 恋愛診断・翼のカケラ（2007年、テレビ東京）
- 恋愛診断・サヨナラのメロディ（2007年、テレビ東京）
- 恋愛診断・運命のコドウ（2007年、テレビ東京）
- ガッツポーズ!（2011年、フジテレビ）
- Eテレ・ジャッジバトル7『閉まる自動ドア』（2015年NHK Eテレ）

### 情報番組
- やじうまテレビ!天気予報BGM曲『太陽』（2011 - 2013年、テレビ朝日）

### 映画
- 官能小説（2007年）
- カクトウ便　vol.1 Battle Run XX（2008年）
- 十年愛（2008年）
- 学校裏サイト（2009年）
- BADBOYS（2011年）
- メンゲキ!（2012年）天下一品40周年記念企画劇場公開作品

### 舞台
- アンチリアル（2007年、1977PROJECT 第1回公演）
- 深川あたり（2008年、第8回 シアターΧ 国際舞台芸術祭'08）
- SMILE（2009年、S×Sプロデュース　第3回公演）

### オリジナルビデオ
- 死刑ドットネット（2011年）
- 死刑ドットネット ターン・ゼロ（2011年）
- D☆DATE ショートムービー「JOKER」劇判

### ゲーム
- サイキン恋シテル?（2009年、ニンテンドーDS）
- 仮面ライダーバトル ガンバライド第7弾（2009年、データカードダス）ギター演奏
- BLASTER MASTER OVERDRIVE（2010年、WiiWare）

### 社歌
- ART JUNKIE（2004年、アパレルブランド）
- 足跡（アジト）（2007年、EFFACTORY広告制作拠点）

### 広告
- ナノユニバース web広告「nano-universe shirt collection」（2012年）

### CD
- Chiffons 「Parler Chiffons」（2004年）ギター演奏・アレンジ・作曲編曲
- Rose and Rosary 「Devilish ALICE」（2010年）ギター演奏・アレンジ